# Bayerischer Platz
De Bayerischer Platz is een plein in het centrum van het Bayerisches Viertel in het Berlijnse stadsdeel Schöneberg. De volgende straten komen uit op het plein: Landshuter, Westarp-, Salzburger-, Innsbrucker-, Meraner- en Aschaffenburger Straße. Het wordt gekruist door de Grunewaldstraße. Het plein droeg eerst de naam Platz Y en werd in 1908 Bayrischer Platz genoemd. Een jaar later werd de spelling veranderd in Bayerischer Platz. In 1910 werd het  gelijknamige metrostation geopend. Het plein had zwaar te lijden onder de vernielingen van de Tweede Wereldoorlog.
Op en rond het plein woonden vele kunstenaars en geleerden. Op de Bayerischer Platz 1 woonde Erich Fromm. Enkele stappen daarvan, in de Bozener Straße 20 Gottfried Benn, in de Bozener Straße 18 Eduard Bernstein en in de Stübbenstraße 5 Arno Holz.